# Altpreußisches Garnisonregiment No. VI (1756)
Das Garnisonregiment Nr. VI war ein Infanterieverband der Preußischen Armee mit Friedensstandort Cosel. Als Garnisonregiment war es 1741 unter Oberst Kaspar Heinrich von Stechow aus übergetretenen Soldaten der gerade besiegten österreichischen Truppen aufgestellt worden. Wie alle anderen Garnisonregimenter wurde es im Rahmen einer Reorganisation der preußischen Infanterie 1788 aufgelöst.

## Geschichte
Nach dem Fall der Festungsstadt Brieg im Jahr 1741 wurden gefangen genommene österreichische Freikompanien in die preußische Armee übernommen. Aus diesen Männern wurden zehn Musketier- und zwei Grenadierkompanien gebildet, also die Anzahl Kompanien, die zur Bildung eines Regiments benötigt wurden. Aber noch im gleichen Jahr wurden daraus die besten Leute zu den Stammtruppen des Infanterieregiments Nr. 42 abgezogen. Die Grenadierkompanien wurden aus ihrer bisherigen Verwendung als Festungstruppen herausgelöst und in den Felddienst übernommen, um 1753 an das I. Stehende Grenadier-Bataillon abgegeben zu werden. Während des Siebenjährigen Krieges wurde es um ein zweites und drittes Bataillon ergänzt und dadurch zum Regiment formiert. Bei den Belagerungen von 1758 und 1760 konnte sich das Regiment jeweils auszeichnen. Im Jahr 1787 musste das Regiment vier Kompanien an das neuformierte Füsilierbataillon Nr. 8 (zuletzt in der zweiten Warschauer Füsilier-Brigade, die sich 1806 nach der Schlacht bei Halle auflöste) abgeben. Bereits im darauffolgenden Jahr, 1788, wurden die verbliebenen Kompanien in die Depotbataillone der Regimenter Nr. 27, Nr. 28, Nr. 31, Nr. 32, Nr. 38 und Nr. 43 abgegeben und das Regiment damit aufgelöst.

### Stationierungsorte
- 1740–1746 Brieg
- 1747–1750 Cosel, Brieg, Namslau
- 1751–1752 Cosel
- 1753–1755 Cosel, Brieg, Namslau
- 1760 Cosel, Brieg, Landeshut
- 1764–1788 Cosel, Namslau

### Chefs
- 1741–1743 Oberst von Stechow
- 1743–1745 Generalmajor von Saldern, später Kommandant der Festung Cosel
- 1745–1750 Generalmajor von Lehmann, später Kommandant von Cosel
- 1750–1753 Generalleutnant von Bosse, später Kommandant von Cosel
- 1753–1762 Generalleutnant von Lattorf, später Kommandant von Cosel
- 1762–1788 Generalleutnant von Saß, später Kommandant von Cosel